# Véronique Joumard
Véronique Joumard, née en 1964 à Grenoble (France), est une artiste française.

## Biographie

### Enfance et études
Véronique Joumard naît à Grenoble, France, en 1964.
Après son baccalauréat, elle étudie à l'École supérieure d'Art de Grenoble. Elle commence sa carrière d'artiste en 1987 avec une exposition à la villa Arson à Nice.

## Carrière

### Particularité du travail
Véronique Joumard est photographe, vidéaste, sculptrice et artiste. Elle est représentée par la galerie parisienne Gilles Drouault, galerie/multiples.
La plupart de ses installations jouent de la lumière et interagissent avec leur espace d'exposition,. Véronique Joumard est connue pour s'intéresser à la façon dont des dispositifs techniques peuvent rendre visibles des énergies. Ses oeuvres engagent les visiteurs, invités à expérimenter physiquement leur environnement. Si son travail peut rappeler l'art minimal, Véronique Joumard l'enrichit constamment d'éléments nouveaux et spécifiques : miroirs, peintures thermosensibles et magnétiques, etc.
Véronique Joumard est également professeure à l'École Nationale Supérieure d'Art de Paris-Cergy (ENSAPC).

### Expositions, commandes et résidences
Véronique Joumard participe à des expositions dans des centres d'art, musées et galeries, en France et à l'étranger. Son travail est présenté, entre autres, lors d'expositions à la Triennale de Setouchi à Takamatsu, Japon, au Kunsthaus Baselland à Muttenz, Suisse, au Mudam, Luxembourg , au Crédac à Ivry-sur-Seine, France, au Consortium à Dijon, France (structure avec laquelle elle travaille à de multiples reprises), ou encore à la galerie Luis Adelantado à Mexico, Mexique.
Elle a réalisé plusieurs commandes publiques, en France, en Italie et au Japon. Elle travaille notamment sur le long chantier de rénovation et recréation des vitraux de la cathédrale de Bayeux.
Véronique Joumard a été pensionnaire de la Villa Kujoyama (Kyoto, Japon) en 1996.

## Distinctions
- Chevalière de l'ordre des Arts et des Lettres (2025)